# John Bell (explorador)
John Bell (isla de Mull, Escocia,  ca. 1799- Saugeen, 24 de junio de 1868) fue un comerciante de pieles, explorador y colonizador.de origen escocés que emigró a Canadá donde trabajó al servicio de la Compañía de la Bahía de Hudson. Fue uno de los colonizadores de la región del río Yukon. Bell fue apreciado por la empresa por su «profesionalidad, flexibilidad y dedicación a los intereses del comercio de pieles», así como por sus habilidades como «gerente de hombres».
En 1839, fue enviado a colonizar las tierras al oeste del río Mackenzie. Con la ayuda de Alexander Kennedy Isbister, estableció Fort McPherson, en los Territorios del Noroeste en el río Peel, no lejos del Mackenzie, y colonizó el Peel en lo que hoy es el Territorio del Yukón.
En 1845, Bell cruzó las montañas hasta la cuenca del río Yukón y descendió por el río Rat hasta su confluencia con el río Porcupine. El río Rat ha pasado a llamarse río Bell en su honor. Después de administrar el comercio de pieles en Fort McPherson hasta 1845, regresó al río Bell y siguió el Porcupine hasta su confluencia con el río Yukon, el lugar final en que se estableció el puesto comercial de Fort Yukon. Preparó el escenario para el comercio del Yukón, que resultó extremadamente lucrativo para la Compañía de la Bahía de Hudson y para la reclamación de Canadá sobre lo que hoy es el Territorio del Yukón.
Tuvo cierta participación en la organización de la expedición de John Rae de 1848-1849 para buscar la expedición perdida de Franklin, y continuó trabajando en el distrito de Mackenzie para la Compañía de la Bahía de Hudson hasta 1860. Aunque sus hazañas como explorador son las más publicitadas, Bell prefirió trabajar como un gerente y organizador. Aceptó los trabajos de exploración según era necesario, pero lo hizo «sin el entusiasmo y el sentido del destino que inspiraron a otros exploradores de la HBC. De hecho, era un comerciante de pieles más que un explorador, tanto en talento como en temperamento».
Bell completó su carrera en Quebec y se retiró de la empresa en 1860. Luego se mudó a Saugeen, Ontario  y se estableció como granjero en la zona hasta su muerte.